# Alpenbach (Jachen)
Der Alpenbach ist ein rechter Nebenfluss der Jachen in Oberbayern.
Er entsteht nördlich des Galgenwurfköpfls beim Almgebiet der Sachenbacher Alm, welches er durchquert. Danach tritt der Alpenbach in ein nordöstlich ausgerichtetes Tal ein, nimmt auf 820 m Höhe von rechts den Eibenlainenbach auf und macht einen Knick nach Nordwesten. Er überquert dort den Rißbachstollen. Nach kurzem weiteren Lauf mündet er bei Niedernach von rechts in die Jachen.